# Červený Újezd (district de Benešov)
Pour les articles homonymes, voir Červený Újezd.
Červený Újezd (en allemand : Rot Aujest) est une commune du district de Benešov, dans la région de Bohême-Centrale, en République tchèque. Sa population s'élevait à 349 habitants en 2020.

## Géographie
Červený Újezd se trouve à 17 km au nord-nord-ouest de Tábor, à 27 km au sud-sud-ouest de Benešov et à 60 km au sud-sud-est de Prague.
La commune est limitée par Ješetice au nord-ouest et au nord, par Smilkov au nord, par Miličín à l'est, par Mezno au sud-est, par Střezimíř au sud, et par Sedlec-Prčice à l'ouest.

## Histoire
La première mention écrite de la localité date de 1352.

## Administration
La commune se compose de six quartiers :
- Červený Újezd
- Horní Borek
- Milhostice
- Nové Dvory
- Styrov
- Třetužel